# Sainte-Rose (Guadalupe)
Sainte-Rose é uma comuna francesa, situada no departementoa de Guadalupe. Conta com mais de 19 989 habitantes. Esta situada na Ilha de Basse-Terre.

## Ligações Externas
- Site du Conselho geral de Guadeloupe.